# Groupement des commandos parachutistes de l'air 00/541

## L'origine des commandos de l'air
En 1935, le capitaine Frédéric Geille crée, dans l'Armée de l'air, le parachutisme militaire français.
La première promotion de parachutistes de l'infanterie de l'Air est brevetée en 1937 à Avignon-Pujaut.

### L'idée du général de Maricourt
En 1955, le général Alain de Maricourt est à l'origine de l'idée et de la constitution du corps des commandos de l'air, devenus par la suite commandos parachutistes de l'air. 
Face à l'insurrection algérienne, il constate la difficulté pour les troupes de l'Armée de l'air à agir sur le terrain. Il défend alors âprement sa conception d'un corps de commando aéroporté, héliporté ou parachuté. En août 1955, lors d’une visite à Constantine du général Bailly, chef d’état-major de l’Armée de l’air, et du général Jouhaud, major général, le général de Maricourt obtient l’autorisation de principe de créer ses commandos. 
Le général Alain de Maricourt confie au commandant de réserve François Coulet la direction des Commandos parachutistes de l'air. Celui-ci sera secondé par le capitaine Albert-Charles Meyer, commandant du commando 10, le futur CPA 10. D'autres officiers viendront compléter l'encadrement.
La réalisation sera cependant compliquée. 
L'Armée de terre est hostile à la constitution d’une unité parachutiste rivale dans l’Armée de l’air ; quant à l’Armée de l’air, on est loin d’y être unanime sur la nécessité de créer ces commandos. C'est qu'à la même époque, des troupes de l'Armée de l'air sont déjà utilisées sur le terrain. Depuis décembre 1955, le bataillon de garde de l’air 02/541 est mis à la disposition de l’Armée de terre et utilisé en opération en Algérie. Il est suivi par les bataillons de garde de l’air 01/541 et 03/541. 
Transformés en demi-brigade de l’infanterie de l’air, puis en demi-brigade de fusiliers de l’air, les effectifs s'élèvent à 3 000 hommes, en majorité des rappelés. Le 3 mars 1956, le message officiel no 5437, émanant de l’État-major de l’Armée de l’air et destiné aux cinq régions aériennes (Metz, Villacoublay, Bordeaux, Aix-en-Provence et Alger) annonce la constitution d'un commando de l’air, à effectif de 200 à 300 hommes, en Afrique du Nord. Henry Laforest, secrétaire d’État aux forces armées « Air », officialise cette constitution par la décision no 532 du 12 mars 1956. 
Quant aux demi-brigades de fusiliers de l'air (DBFA), leur dissolution est prononcée en février 1957, après le constat de leur faible utilité lors du déclenchement de la bataille d'Alger. Elles sont surtout condamnés par le développement des commandos de l'air.

Voir : Maricourt et les commandos parachutistes de l'air

### La note du 9 avril 1956
Le 9 avril 1956, une note du général de Maricourt, commandant de l'air en Algérie depuis novembre 1955, définit en cinq points le but et les missions des commandos de l'air :
1. les commandos de l’air sont créés pour défendre les départements français d’Algérie ;
2. le personnel recruté exclusivement dans l’Armée de l’air doit former, sans apport de personnel expérimenté ou spécialiste issue des autres armées, une unité devant figurer parmi les meilleures ;
3. les opérations, exécutées par de faibles effectifs, rapides et courtes, doivent fournir un appui terrestre aux interventions aériennes ; les missions confiées à cette unité sont basées sur la rapidité d’intervention, premier facteur de réussite, surprise, légèreté, adaptation aux conditions de combat en Algérie ; celles-ci doivent se faire par héliportage, aérotransport, exceptionnellement par parachutage ou transport routier ; les commandos ne doivent pas être employés en position défensive ; il n’est pas envisagé un parachutage dans une opération aéroportée, leur emploi dans une guerre internationale ou pour des opérations débordant du cadre du maintien de l’ordre en Algérie ; il convient de faire ses preuves afin d’être pris au sérieux par les sceptiques et les détracteurs qui sont nombreux, même au sein de l’Armée de l’air ;
4. la compagnie commando est à effectif de 204 hommes articulé en deux commandos — deux fois 88 hommes — et une section d’instruction de 28 hommes, cette dernière étant non opérationnelle ; elle sera stationnée sur la base aérienne 146 de Reghaïa, située sur la route nationale 5, à 20 kilomètres à l’est d’Alger ; la prospection est effectuée parmi le personnel « Air » de toutes spécialités et le recrutement se base sur le volontariat ; le personnel du commando doit être lié au service pour une durée minimum de 15 mois et être âgé de 35 ans au maximum ; en particulier, les appelés aptes volontaires, libérables avant ce minimum de service, ne peuvent être retenus que s’ils souscrivent un engagement supplémentaire ;
5. les volontaires répondent à diverses questions sur la fiche de volontariat : curriculum vitæ, antécédents scolaires et sportifs, antécédents militaires, raison motivant le volontariat ; tests d’aptitudes médicale, sportive et caractérologique complètent les dossiers ; ceux reconnus aptes sont admis aux centres d’instruction du camp de Mourmelon-le-Grand en métropole (Marne) et de la base aérienne 146 de Reghaïa (proche d'Alger).

## La constitution des commandos de l'air (Algérie)

### Les deux premiers commandos
En métropole, les volontaires reconnus aptes des 1re, 2e, 3e et 4e régions aériennes sont réunis. Au nombre d'environ 300, ils sont soumis à une sélection rigoureuse. Ils ne sont plus que 120 à rejoindre Marseille. Le 11 mai 1956, ils embarquent à destination du centre d’entraînement au saut no 1 de Philippeville pour être brevetés parachutistes. Le 12 juin, ces volontaires rejoignent « La Reghaïa ».
Dans la 5e région aérienne d'Alger, couvrant l'Algérie, la Tunisie et le Maroc, les volontaires reconnus aptes sont rassemblés sur la base aérienne 146 Reghaïa, proche d'Alger et sur la base aérienne 141 Oran la Sénia (Oran). Ils y suivent, mi-juin 1956, leur formation et instruction avant de rejoindre le centre d’entraînement de saut no 1 de Philippeville.
Le 15 mai 1956, le général Jouhaud, major général de l’Armée de l’air, signe l’instruction no 618/EMAA/1 qui porte création des deux premiers commandos de l'air d'Afrique du Nord, conformément à la décision précédente no 532 du 12 mars 1956. C’est le général commandant la 5e région aérienne qui est chargé de mettre en œuvre ces unités, le 1er juin 1956, sur la base aérienne 146 Reghaïa. 
Ces commandos portent les numéros 10/541 (indicatif « Martel », celui-ci étant celui du capitaine Albert-Charles Meyer) et 20/541 (indicatif « Manoir », du capitaine Lucht). Ce sont les futurs commando parachutiste de l'air n° 10 et commando parachutiste de l'air n° 20. 
À l'origine, ils devaient être baptisés « commando métropole » (10/541) et « commando Afrique du Nord » (20/541). Ces appellations ne seront pas utilisées, le brassage du personnel lui faisant perdre toute signification. Quant à la numérotation « 541 », elle est celle attribuée par l’Armée de l’air aux unités affectées en AFN. Ils sont administrativement rattachés à la compagnie air 02/146 de la base de « La Reghaïa ».
Ces commandos ont un effectif de 102 hommes chacun (5 officiers, 22 sous-officiers et 75 militaire du rang). Ils sont articulés en équipes de 5 ou 6 hommes. Un groupe de commando est formé par deux équipes, soit un total de 10 à 12 hommes, ce qui correspond au chargement moyen d'un hélicoptère H-34 (ou de deux H-19). Une section de commando, elle, réunit deux groupes, soient quatre équipes ; on trouve alors deux équipes de commandement et de feu, dont l'une avec l'officier chef de section, et deux équipes simples de commandos.

### Le CGPA 00/541 et les commandos 30 et 40
En mai 1956, 80 volontaires de diverses unités de l'air au Maroc rejoignent Marrakech pour y subir formation et instruction. Début juillet, ils ne sont plus que 40 à rejoindre la B.A. 146. Ils sont alors amalgamés à des volontaires venant de bases aériennes de Tunisie et d’Algérie. De la mi-juillet à la mi-août, ce troisième commando effectue son stage au centre d’entrainement au saut no 1 de Philippeville. Le 25 juillet 1956, l’instruction no 6969/EMAA/A crée le commando de l'air 30/541, indicatif « Maquis », du capitaine Turk. Son effectif et son administration sont identiques aux deux premiers commandos.
Le commando 40/541 (indicatif « Maxime », du capitaine Fuhrer) est créé le 3 janvier 1957 par la note 694/CAA/CAB. Sur la base aérienne 146, il reçoit instruction et formation. Quant au stage, il a lieu jusqu'au 12 février 1957 au centre des troupes aéroportées de Zeralda. Son effectif est plus nombreux que les précédentes unités avec 175 hommes ; les autres commandos s'aligneront sur ce nombre.
Le 1er mai 1957, conformément à la décision no 5576/EMAA/1 du 19 mars 1957, est créé sur la BA 146, le groupement des commandos parachutistes de l’air (CGPA) 00/541 (« Norpois », traditionnel indicatif du commandant Coulet). La note de mars 1957 prévoit également la création ultérieure du commando 50/541. Le GCPA, avec 55 hommes, est constitué en unité à administration distincte (UAD).

### Les expérimentations et le commando 50
En juillet 1956, le colonel Duval, commandant le GATac no 1 (de Constantine) décide la création d’un commando expérimental : le commando « Chouff » (capitaine Morel, ancien du 601 GIA). Léger, avec une trentaine de volontaires (dont une dizaine de ralliés), sa mission est le renseignement et le guidage de la chasse aérienne sur des objectifs précis. Il s'entraîne au centre « Jeanne d'Arc » de Philippeville et est opérationnel fin août 1957. Le commando « Chouff » est à l’origine des « commandos de chasse » du général Challe qui reconnait l’intérêt de ces unités et les multiplie.
Le 1er février 1959, le cinquième et dernier commando est créé, toujours sur la BA 146 Reghaïa : il porte le numéro 50/541 (indicatif « Maillon », du capitaine Le Guen). Le personnel du commando expérimental dissous précédent en forme l’ossature. Deux jours plus tard, le 3 février 1959, le GCPA reçoit son drapeau des mains du général Jouhaud.
En octobre 1960, une section opérationnelle est créée sous l’appellation de « Matou ».Composée de 16 volontaires recrutés au sein du CGPA elle est mise à disposition du groupement des commandos de chasse de l’Akfadou. Plus tard, le commando 40/541 montera un élément identique.

## L'activité des premiers commandos de l'air

### L'action des commandos et le putsch des généraux
Basés sur la base aérienne 146 Reghaïa, les commandos de l’air rayonnent sur toute l’Algérie, jusqu'au Sahara. Ils sont principalement utilisés comme unités d’intervention parachutées ou héliportées. Ils permettent de diriger du sol les « straffings » de la chasse aérienne sur des objectifs désignés par eux. 
Fidèles au général Maurice Challe lors du putsch des généraux, les commandos de l'air voient leur sort scellé au printemps 1961. 
Le CPA 40 appartient aux unités qui ont lancé le Putsch : Groupement de Commandos Parachutistes (G.C.P), 1er R.E.P., 1er R.E.C., 18e et 14e R.C.P. Les CPA 10 et CPA 20 ont suivi le mouvement comme d'autres unités, paras pour la plupart. Le CPA 30 en opération dans la région de Bougie a appris la nouvelle par le transistor du sergent Nicolaev. Le CPA 50, à Colomb Béchar, est trop loin pour participer à l'action. 
Le général Jacquard, sous-chef d'État-Major de l'Armée de l'air, signe l'ordre de dissolution du GCPA 541(1709/EMAA). Le général commandant la 5e RA doit procéder le 1er mai 1961 sur la BA 146 Reghaïa à la dissolution de cette unité à administration distincte et rattachée pour liquidation de ses comptes au CATA 860. Les officiers, sous-officiers et hommes de troupe brevetés sont mis à la disposition de la DPMAA. La destination des hommes de troupe non brevetés fait l'objet d'ordres particuliers de l'EMAA. La destination à donner au matériel est fixée par les directions des services intéressés.
C'est l'officier des détails de l'unité qui est chargé de liquider les comptes du GCPA no 541 avant le 1er août 1961.
Dès le 29 avril, les commandos 10, 20 et 40 sont dispersés en métropole sur différentes bases aériennes : Dijon, Le Bourget, Toulouse et Istres pour les commandos 10 et 20 ; Caen et Le Bourget pour le commando 40.
À la suite d'une réunion tumultueuse qui s'est tenue le 28 avril 1961 au soir à La Reghaïa, cette décision de dissolution totale est rapportée. Le 3 mai 1961, le colonel Favre, 1er sous-chef d'état-major de l'Armée de l'air signe à Paris l'Instruction no 1727/EMAA « portant création de deux compagnies de commandos parachutistes de l'air ». Cette instruction précise : « Le groupement des commandos parachutistes de l'air no 541 a été dissous pour compter du 1er mai 1961. Il est toutefois décidé de maintenir à la disposition de la 5e RA deux des compagnies qui constituaient ce groupement ; celles-ci n'ayant pas d'existence administrative, il convient de procéder à leur création. Telle est l'objet de la présente instruction. »
Le général commandant la 5e RA procèdera pour compter du 1er mai 1961 sur la BA 146 Reghaia à la création de :
- la compagnie de commandos parachutistes de l'air no 30.541 ;
- la compagnie de commandos parachutistes de l'air no 50.541.

Ces compagnies seront constituées en éléments divers et rattachées pour leur administration à la compagnie de l'air no 2.146 de Reghaïa. Elles seront alignées sur le TE no 1710Q du 2 février 1959 qui fait l'objet d'une nouvelle diffusion : 5 officiers, 33 sous-officiers et 100 hommes de troupe.
« Les changements de positions administratives du personnel constituant les compagnies de commandos parachutistes de l'air no 30 et 50.541 seront prononcés par la DPMAA et le commandant de la 5e RA, chacun en ce qui les concerne. Les affectations de matériel aux compagnies de commandos no 30 et 50.541 seront prescrites par les directions de services intéressés, conformément aux dotations réglementaires. La comptabilité centralisée des matériels de ces unités sera assurée par l'officier comptable des matériels de la CA 2.146. »
Le 6 mai 1961, 68 hommes du commando 30 refusent de partir en opérations. Quatre d'entre eux sont incarcérés dans les locaux disciplinaires d'une unité stationnée à El Kseur. Tous sont profondément marqués par les évènements d'Alger. Avec l'ensemble des troupes de réserve générales, ils constituent le fer de lance de l'Armée Française en Algérie. Ils sont transportés d'un secteur à l'autre, sans cesse pour combattre les rebelles. Depuis 1956, nombreux sont leurs camarades qui ont perdu la vie dans des accrochages répétés. Ils ont le sentiment d'avoir gagné cette guerre, et, tout occupés à la faire, ont peu ou mal suivi la politique du Gouvernement. Pour eux, Challe a échoué, l'Algérie va devenir indépendante, pourquoi continuer à guerroyer et risquer d'être tués pour rien ? Les quelques nouvelles qui leur parviennent les laissent également très amers. Toutes les unités qui ont pris une part directe à la rébellion militaire sont dissoutes. 
Le GCPA en fait partie.
À la suite du refus d'une partie du CPA 30 de prendre part aux opérations, une nouvelle instruction est rédigée le 15 mai 1961 par le colonel Favre, la 1882/EMAA, seule la CCPA 50.541 sera constituée à compter du 1er juin 1961, qui regroupe l'ex-CPA 50, les tireurs hélicos qui dépendaient du GCPA ainsi que le reliquat du 30.
La CCPA 50.541 continuera les opérations en Algérie jusqu'au 30 juin 1962, où elle partira pour Bremgarten en Allemagne.
Au cours du conflit algérien, les commandos de l’air ont eu 78 tués et 174 blessés.

### Développement des commandos de l'air enFrance
Le 21 avril 1965, la CCPA 50.541 est dissoute, et ses éléments constituent l'escadron des fusiliers commandos de l'air (EFFC-MC), formé sur la base aérienne 726 Nîmes, dans le cadre du « Groupement école 318 ». Il est transformé le 1er août 1968 en escadron de fusiliers commandos et d'intervention 03.318 (EFCI), puis en escadron de protection et d'intervention (EPI). Le commandant Louis Fuhrer, l'ancien « Attila » du CPA 40 en est le premier chef.
L'esprit de corps des membres de ces commandos reste persistant : ils confient à François Coulet, leur ancien chef devenu directeur des affaires politiques à Alger, le drapeau du GCPA 541 dissous. L'année suivante, le 30 janvier 1962, le général Fourquet remet ce drapeau au capitaine Lovighi, chef de la CPA no 50/541. Le 5 avril 1965, sur la base aérienne 726 Nîmes, un nouvel escadron de fusiliers commandos de l’air est créé ; il réunit des anciens du GCPA 541 et de jeunes recrues. Devenu escadron de fusiliers commandos et d’intervention, puis groupement des fusiliers commandos de l’air, son PC est implanté sur la BA 726 de Nîmes. 
Des unités sont alors réparties sur dix-neuf bases aériennes. Chaque base aérienne sera dotée d'un Escadron de Protection (EP), spécialement formé et entraîné à la protection et à la défense de ces point sensibles particuliers que sont les installations aériennes.
À cette fin, quatre centres d'instruction des commandos de l'air (CIFC) seront activés, sur les bases aériennes de Nîmes, d'Évreux, de Saintes et de Drachenbronn. Avec la fin de la conscription, ceux-ci seront dissous et remplacé par le centre de formation de Dijon (EFCA).
Les commando parachutiste de l'air n° 10, commando parachutiste de l'air n° 20 et commando parachutiste de l'air n° 30 sont recréés.

## Les insignes de ces commandos de l'air

### L'insigne de béret
Le projet de l'insigne du béret bleu marine des commandos de l'air a été conçu au sein du commando 20. Il est adopté par le commandant François Coulet qui homologue le projet no A 688 le 6 octobre 1956. Il porte une étoile (« l'étoile te guide »), une aile (« l'aile te porte »), un glaive (« le glaive te défend ») et une couronne (« la couronne t'attend »). Si l'aile et l'étoile entrent dans la composition des brevets des personnels navigants de l’Armée de l’air, le glaive (ou dague) est spécifique aux actions de commandos ; le tout est broché sur la couronne. Un rectificatif est ensuite apporté en ce qui concerne la couleur : pour éviter que la teinte ne s’oppose à celle des éperviers des pattes d’épaules, l’insigne est doré. Il fabriqué par Drago en métal doré et ajouré, sans marque, avec plusieurs variantes.

### L'insigne de poitrine
Le commandant Coulet est à l’origine de cet insigne. Il s’inspire de celui du béret des parachutistes polonais qu'il avait côtoyés lors de son stage d'octobre 1942. Il est d'ailleurs titulaire du brevet no 1681 du stage 45 encadré par la 2e brigade parachutiste polonaise du général Sosabowski à Largo (Écosse). L'homologation date du 25 octobre 1956 : projet no A 690. Cet insigne en métal argenté et ajouré est fabriqué par Drago. Il présente un aigle fondant sur sa proie, ce qui correspond à la nature et aux missions des unités aéroportées de l’Armée de l’air, broché sur un carré portant la devise "SICUT AQUILA" (« Tel l’aigle »).

### Le projet d’insigne de manche du commando 40(refusé)
Afin de distinguer les hommes du commando 40 des quatre autres commandos, la création d’un insigne particulier a été envisagée. Il devait être porté sur le haut de la manche gauche. En relation avec l’indicatif radio « Attila », un visage asiatique moustachu, sur fond jaune, s'inscrivait en noir sur un triangle équilatéral pointant vers le bas. Le commandement a refusé cet insigne distinctif. Il sera porté à partir de 1988 par le commando 40.